# وسام الاستحقاق العسكري (الجزائر)
وسام الاستحقاق العسكري هو وسام استحقاق جزائري أنشأ في 6 جوان 1981. يمنح هذا الوسام لمكافاة الأفراد العسكريين في الجيش الوطني الشعبي. صودق عليه بالقانون رقم 81-11 المؤرخ في 14 نوفمبر 1981 تتم بالقانون رقم 90-26 المؤرخ في 24 نوفمبر 1990.

## شروط المنح
يمنح وسام الاستحقاق العسكري لضباط الجيش الوطني الشعبي الجزائري:
- الذين أتموا عند تاريخ اقتراحهم 20 سنة من الخدمة الفعلية على الأقل بخصالهم وكفاءتهم المهنية.
- الحائزون على وسام الجريح مع التنويه بأمر الجيش والذين أتموا 15 سنة على الأقل من الخدمة عند تاريخ اقتراحهم.